# Skadeskutt
Skadeskutt är en norsk svartvit dramafilm från 1951 i regi av Edith Carlmar. I huvudrollerna som det äkta paret Wang ses Carsten Winger och Eva Bergh.

## Handling
Arkitekten Einar Wang lever i ett lyckligt äktenskap med sin hustru Else. Tillvaron plågas endast av att paret lider av ofrivillig barnlöshet. Einar var tidigare tillsammans med en kvinna som avled i samband med en abort. Barnlösheten gör att dessa minnen kommer tillbaka och han känner sig som en mördare. Det hela utvecklas till en depression och han försöker begå självmord. Han stoppas i sista stund och blir intagen på sjukhus.
Sjukhusvistelsen gör Einar gott och han mår allt bättre. Doktor Rolf Lunde, som även är nära vän till paret, berättar för Else att Einar har blivit steril, något som han själv inte vet om. Överläkaren på sjukhuset säger att om bara Eingar får bli far så kommer han komma ur sin depression. Else låter sig därför konstbefruktas av Lunde och låter Einar tro att barnet är hans. Einar kommer ut från sjukhuset och tillvaron präglas av lycka. Efterhand börjar han dock oroa sig för att barnet har ärvt hans sinnelag. Oron tar till slut död på honom.

## Rollista
- Carsten Winger – Einar Wang
- Eva Bergh – Else Wang
- Sigrun Otto – Elses mor
- Gunnar Simenstad – Rolf Lunde, doktor
- Einar Vaage – föreståndare för sjukhuset
- Anders Sundby – överläkaren
- Oscar Egede-Nissen – läkare
- Brita Bigum – Liv, sjuksyster
- Ragnvald Wingar – alkoholist
- Klara Wang – sjuksyster
- Sverre Andersen
- Nona Bækken – Fru Aasen, patient
- Otto Carlmar – direktör
- Daggen Dybberg – Wangs sekreterare
- Veronica Foyn Christensen	– Inger, sjuksyster
- Kåre Hegseth – Enger, doktor
- Egil Hjorth-Jenssen – Andersen, patient
- Gunnar Hjorth-Jenssen – Falk, arkitekt
- Lilly Larson-Lund – läkare
- Levor Lie – Nordlie, ingenjör
- Arne Riis – Holst, ingenjör
- Astri Rogstad – Aud, sjuksyster
- Agathe Running – patient	 ...
- Alfhild Stormoen – Wangs tant
- N. Tinholt – Karlsen
- Svend von Düring – Sandberg, patient
- Ingrid Øvre Wiik – Fröken Brun, patient (krediterad som Ingrid Øvre)
- Tore Winger – en arbetare
- Edith Carlmar – patient (ej krediterad)

## Om filmen
Filmen var Edith Carlmars andra filmregi efter Kärleken blir din död (1949). Den producerades av hennes make Otto Carlmar för deras bolag Carlmar Film. Otto Carlmar skrev även filmens manus, baserat på ett manuskript av Victor Borg. Filmen spelades in med Per Gunnar Jonson som chefsfotograf och Mattis Mathiesen som kameraoperatör. Den klipptes samman av Olaf Engebretsen. Musiken komponerades av Sverre Bergh och dirigerades av Øivind Bergh. För scenografierna svarade Alexey Zaitzow och Gerd Leegaard och för ljudet Fritz Gebhardt och Per Hernæs. Scripta var Fritze Kiær Nilsen.
Premiären ägde rum den 27 augusti 1951 i Norge. Filmens engelska titel är Damage Shot.